# Classe Bombarda
A classe Bombarda é uma classe de lanchas de desembarque ao serviço da Marinha Portuguesa.
Foram projectadas como as lanchas de desembarque, com maior deslocamento da Marinha Portuguesa, sendo classificadas como "lanchas de desembarque grandes (LDG)".
As lanchas, destinavam-se a ser empregues na Guerra do Ultramar, em missões de reabastecimento logístico, transporte de tropas e em operações anfíbias, sobretudo em apoio aos fuzileiros.
Em 1970, a NRP Bombarda fez parte da força naval portuguesa envolvida na Operação Mar Verde, transportando tropas de desembarque para a invasão de Conacri.
Tal como as lanchas da classe Ariete, os navios desta classe foram baptizados com designações de armas antigas.
As lanchas desta classe continuaram a servir a Marinha Portuguesa depois da Guerra do Ultramar. Em 1985 foi construída uma terceira unidade, que ainda se manteve ao serviço até 2014.
Já em 2019, a NRP Bacamarte, depois de um longa e multifacetada carreira, durante a qual foi até empregue como navio antipoluição, navegou uma última vez, sendo utilizada como alvo e afundada, durante o exercício naval multinacional, CONTEX-PHIBEX.

## Unidades
| Número de amura               | Nome          | Comissão em Portugal | Observações        |
| ----------------------------- | ------------- | -------------------- | ------------------ |
| LDG 105 (1969) LDG 201 (1975) | NRP Bombarda  | 1969 - 1997          | Abatida ao serviço |
| LDG 106 (1971) LDG 202 (1975) | NRP Alabarda  | 1971 - 1997          | Abatida ao serviço |
| LDG 203                       | NRP Bacamarte | 1985 - 2014          | Abatida ao serviço |